# زمین‌لرزه ۱۳۰۲ بجنورد
زمین‌لرزه بجنورد در تاریخ ۱۷ سپتامبر ۱۹۲۳ میلادی، برابر با ‎۲۵ شهریور ۱۳۰۲، ساعت ۷:۰۹:۰۷ به زمان یوتی‌سی در حوالی بجنورد رخ داد. بزرگی آن ۶٫۴ در مقیاس ریشتر اعلام شده‌است. زمین‌لرزه به وقت محلی در روز دوشنبه، ساعت ۱۰٫۵ روی داده و منطقه زمانی آن یوتی‌سی +۳٫۵ بوده‌است.
سازمان زمین‌شناسی آمریکا نیز جای این زمین‌لرزه را در مختصات ۳۷°۱۲′شمالی ۵۷°۴۲′شرقی / ۳۷٫۲°شمالی ۵۷٫۷°شرقی و بزرگی آن را برابر با ۶٫۴ در مقیاس ریشتر اعلام کرده‌است.
شمار کشتگان زلزله حدود ۱۵۷ نفر بوده‌است. تعداد زخمیان ۱۴۶ نفر برآورده شده‌است.